# Santa Maria, Rio Grande do Sul
Santa Maria är en stad och kommun i Brasilien och ligger i delstaten Rio Grande do Sul. Folkmängden i kommunen uppgår till cirka 270 000 invånare. Staden ligger ca 4 timmars bussresa ifrån Porto Alegre, som är residensstad i Rio Grande do Sul.
Santa Maria är en universitetsstad, en tiondel av befolkningen studerar vid det federala universitetet i staden.[källa behövs]
Staden drabbades 26 januari 2013 av en katastrof när 234 personer, mest ungdomar varav många studenter i 20-årsåldern, dog i samband med en brand på nattklubben Kiss.
I Santa Maria finns flygplatsen Aeroporto de Santa Maria.

## Administrativ indelning
Kommunen var 2010 indelad i tio distrikt:
- Arroio do Sol
- Arroio Grande
- Boca do Monte
- Pains
- Palma
- Passo do Verde
- Santa Flora
- Santa Maria
- Santo Antão
- São Valentim